# John Torrey
John Torrey (15 de agosto de 1796 - 10 de marzo de 1873) fue un médico, político, químico, botánico, micólogo, briólogo, y pteridólogo estadounidense.

## Biografía
Aborigen de Nueva York. A sus 15 o 16 años, su padre recibe un puesto en la penitenciaría de Greenwich, y en esa ciudad, traba relación con Amos Eaton, un pionero de los estudios de historia natural en EE. UU. Aprende los rudimentos de botánica, y algo de mineralogía y química. Antes de ese encuentro, pensaba orientarse hacia la mecánica.
En 1815 comienza la carrera de medicina, recibiéndose en 1818, y abre consultorio en la ciudad. En el siguiente año publica su Catálogo de Plantas creciendo espontáneamente dentro de las treinta millas de la ciudad de Nueva York, y en 1824 su primer y único volumen de su Flora de los Estados Norteños y Medios, y Sistemática y Descripción de todas las Plantas descubiertas en el norte de Virginia. En el mismo año es miembro en química y geología de la Academia Militar de West Point, y tres años más tarde el profesorado de química y de botánica en el "Colegio de Médicos y Cirujanos de Nueva York".
Estuvo enrolado en el Ejército como asistente cirujano, mas poco apasionado por el ejercicio de la medicina, se ocupa en realidad de enseñar química, mineralogía, geología; dejando el ejército cuatro años más tarde.
En 1836 es nombrado "botánico del Estado de Nueva York", y produce su Flora de Nueva York en 1843. constituye un Herbario con 50.000 especímenes. Y de 1838 a 1843 publica las primeras partes de Flora de Estados Unidos, con la asistencia de su pupilo, Asa Gray. En 1853 es jefe de ensayos de la Oficina Nacional de Ensayos, pero continúa interesado en enseñar botánica, metiér que continúa hasta su deceso.
En 1860, Torrey dona su valioso herbario y su biblioteca botánica al Colegio Columbia de la Universidad, y fue el primer presidente del "Club Torrey de Botánica", en 1873.
También describe el género de planta carnívora Darlingtonia, que nombró por un amigo.

## Algunas publicaciones
- A Catalogue of Plants growing spontaneously within thirty miles of the City of New-York. Albany 1819.

- A flora of the Northern and Middle Sections of the United States, 1824

- A Compendium of the Flora of the Northern and Middle States, containing generic and specific Descriptions of all the Plants, exclusive of the Cryptogamia, hitherto found in the United States, north of the Potomac. S. B. Collins, New York 1826.

- Outlines of the lectures on chemistry, delivered in the College of Physicians and Surgeons of the University of the State of New York. 2.ª ed. John Post, 1829.

- Catalogue of North American Genera of Plants, arranged according to the orders of Lindley’s Introduction to the Natural System of Botany. En: John Lindley An introduction to the Natural System of Botany: Or, A systematic View of the Organization, natural affinities, and geographical distribution of the whole vegetable kingdom; together with the uses of the most important species in medicine, the arts. G. & C. & H. Carvill, New York 1831.

- A Flora of North America containing abridged Descriptions of all the known indigenous and naturalized Plants growing North of Mexico; arranged according to the Natural System. De John Torrey, M. D., F. L. S., etc. Member of the Imperial Academy Naturae Curiosorum, etc. & Professor of Chemistry and Botany in the University of the State of New-York; & Asa Gray, M. D., Member of the Imperial Academy Naturae Curiosorum, etc. Professor of Botany in the University of Michigan. V. I. New-York: Wiley & Putnam. 1838—1840.

- A Flora of North America, 1838—1843

- A flora of the state of New-York: comprising full descriptions of all the indigenous and naturalized plants hitherto discovered in the state with remarks on their economical and medicinal properties. 2 v. Carroll & Cook, printers to the Assembly, Albany 1843.

- Catalogue of plants collected by Mr. Charles Geyer under the direction of Mr. I. N. Nicollet during the exploration of the region between the Mississippi alnd Missouri Rivers. En: Report intended to illustrate a map of the hydrographical basin of the upper Mississippi river, made by I. N. Nicollet. Blair and Rives, Printers, Washington 1843, p. 143–165.

- Catalogue of Plants collected by Lieutenant Frémont in his expedition to the Rocky Mountains. In: Report of the exploring expedition to the Rocky Mountains in the year 1842, and to Oregon and North California in the years 1843–’44, by Brevet Captain J. C. Frémont. Gales & Seaton, Printers, Washington 1845, S. 81–98.

- Note concerning the plants collected in the second expedition of Captain Fremont. En: Report of the exploring expedition to the Rocky Mountains in the year 1842, and to Oregon and North California in the years 1843-'44, by Brevet Captain J. C. Frémont. Gales & Seaton, Printers, Washington 1845, p. 311–319.

- Plantae Fremontianae; or Descriptions of Plants Collected by Colonel J. C. Frémont in California, Smithsonian Institution, Washington (D.C.) 1853

- Phanerogamia of Pacific North America. En: United States Exploring Expedition. During the years 1838, 1839, 1840, 1841, 1842. Under the command of Charles Wilkes, U.S.N.. V. 17, Botany III, Filadelfia 1874, p. 207–514.

### Artículos de revistas
- Notice of the Plants collected by Prof. D. B. Douglas, of West Point, in the expedition under Governour Cass, during the summer of 1820, around the great Lakes and the upper waters of the Mississippi. En: Am. J. of Science and Arts 4, 1822: 56–69.

- Description and Analysis of a new Ore of Zinc. En: Am. J. of Science and Arts 5, 1822: 235–238.

- Description of a new Species of Usnea, from New South Shetland. En: Am. J. of Science and Arts 6, 1823: 104–106.

- Description of some new or rare Plants from the Rocky Mountains, collected in July, 1820 by Dr. Edwin James. En: Ann. of the Lyceum of Natural History of New York 1, 1824: 30–36.

- Notice of a locality of Yenite in the United States. En: Ann. of the Lyceum of Natural History of New York 1, 1824: 51.

- An Account of the Columbite of Haddam, (Connecticut) with Notices of several other North American Minerals. En: Ann. of the Lyceum of Natural History of New York 1, 1824: 89–93.

- Descriptions of some new Grasses collected by Edwin James, in the expedition of Major Long to the Rocky Mountains, in 1819–1820. En: Ann. of the Lyceum of Natural History of New York 1, 1824: 148–156.

- Monograph of the North American species of Carex. En: Ann. of the Lyceum of Natural History of New York 1 (2) 1825: 283–373 con Lewis David von Schweinitz.

- A Revision of the Eriogoneae. En: Proc. of the Am. Academy of Arts and Sci. 8, 1870: 145–200 - con Asa Gray

## Honores

### Eponimia
Su nombre se honra en el pequeño género de coníferas Torreya Arn. 1838, hallado en Norteamérica, China y Japón. T. taxifolia, la nativa de Florida, es conocida como la torreya de Florida, y también en el pino de Torrey Pinus torreyana Parry ex Carrière 1855 del sur de California.
- La abreviatura «Torr.» se emplea para indicar a John Torrey como autoridad en la descripción y clasificación científica de los vegetales.[3]